# Windows Live メッセンジャー
Windows Live Messenger（ウィンドウズ ライブ メッセンジャー）は、マイクロソフトが開発したインスタントメッセンジャー。MSN メッセンジャーの後継ソフトウェアで、Windows Liveサービスのうちの一つであった。MSN メッセンジャーから機能を引き継ぎ、多くの機能が搭載されていた。
中国本土を除き全世界で2013年4月8日に終了しSkypeに統合(IDはそのままSkypeでも利用できる)。翌2014年に中国でも終了した。

## 機能
ここではWindows Live メッセンジャーから実装された新機能のみを記す。従来からあった機能はMSN メッセンジャーを参照。
共有フォルダ
利用ユーザー間（別ID）で設定をするとファイルを共有することができる機能。双方がオンラインのときにファイルの同期を自動的にとる仕組みになっていた。マイコンピュータには「共有フォルダ」が追加され、そこで共有したファイルを開いたりできた。ただし、同期後は完全にローカルになるため、一方が共有フォルダの中身を削除しても相手側で削除されることはない。バージョン 2009 からこの機能は除かれた。
オフラインメッセージ
オフラインになっているユーザがオンラインになった時点でオフライン中に送信されたメッセージを確認することができた。
アプリ
MSNフォト共有、ミュージックミックスなどのアプリケーションを利用できた。
オンラインゲーム
会話中のユーザとゲームをすることができた。パズルやカードゲームなど、シンプルなゲームが提供されていた。
映像通話・コンピューターへの通話・Webcam の送信・受信
パソコン同士での一対一で行う音声、映像を利用した通信。1 Mbps 以上の回線速度、またパソコンと通信機器側で UPnP 機能 (Universal Plug and Play) を有効にすることが奨励された。または手元の端末にグローバル IP アドレスが割り当てられている環境である必要があった。
メッセメール （モバイル）
携帯電話等の端末からメッセージを送受信できた。
ウェブ版メッセンジャー （モバイル）
携帯端末のブラウザ上からメッセージの送受信ができるウェブサイト。PC版の MSN Web Messenger と同様。
Windows Live for Windows Mobile （モバイル）
OS が Windows Mobile 6 である、WILLCOMのW-ZERO3シリーズ、NTT DoCoMoのF1100、SoftBankのX01T、X02HT以降のHTC製端末などのモバイル端末で利用することができた。
Windows Live for iPhone （モバイル）
OS が iOS 3以上である、iPhone 3G,3GS,4とiPod touch第2、第3世代とiPadで使用することができた。
Windows Live Messenger IM Control & Presence API
ブログなどに貼り付けられた会話画面からメッセージを受けることができる機能。

### 廃止された機能
以下には廃止された(予定も含む)機能を明記する。
Windows Live Agent
メッセンジャーでのチャットにおいて人間ではなくロボットプログラムが答えるサービス。現在は、Windows Liveのヘルプとして「まいこ」が。同社の発売する百科辞典ソフトエンカルタの検索を行う、「エンカルタIMアンサー」、同じく同社の提供するMSN相談箱を検索する、「相談ちゃん」が利用可能。いずれも通常のメンバー登録で利用を始めることができた。2009年6月8日をもってサービスを終了した。
Windows Live Call （IP電話サービス）
メッセンジャーから一般電話に有料で電話をかけることができる機能。SkypeにおけるSkypeOutに類似した機能で、日本国内ではNTTコミュニケーションズとの提携によって提供された。殆どのIP電話サービスがそうであるように、本サービスも利用者間通話は無料で、加えてOCNドットフォンの無料通話対象番号とも無料で通話できた。当初提供された機能はPCからの発信のみで、PC側での着信も計画されたが提供されないないまま、2010年11月30日をもってサービスを終了した。
アプリ （モバイル）
NTT DoCoMoやauで利用できるアプリケーションの Messenger・ウェイクアップメールなど、常時Messenger に接続していなくても、メッセージ受信の旨の通知が送信されてくる携帯端末独自の機能が搭載されている。2010年6月24日をもってサービスを終了した。MSNはブラウザ版への移行を促している。